# Украинка (Алтайский край)
Украинка — село в Мамонтовском районе Алтайском крае Российской Федерации. Входит в состав Мамонтовского сельсовета (до 2010 г. образовывало отдельное сельское поселение Украинский сельсовет).

## История
Основано в 1893 году. В 1928 году посёлок Украинский состоял из 181 хозяйства, основное население — украинцы. В административном отношении являлся центром Украинского сельсовета Мамонтовского района Барнаульского округа Сибирского края.

## Население
| 1926 | 1997 | 1998 | 1999 | 2000 | 2001 | 2002 | 2003 | 2004 | 2005 |
| ---- | ---- | ---- | ---- | ---- | ---- | ---- | ---- | ---- | ---- |
| 1017 | ↘696 | ↘679 | ↗692 | ↘671 | ↘642 | ↘614 | ↘593 | ↘565 | ↘521 |
| 2006 | 2007 | 2008 | 2009 | 2010 | 2011 | 2012 | 2013 |      |      |
| ↘488 | ↘441 | ↘391 | ↗411 | ↘403 | ↘402 | ↘385 | ↘383 |      |      |

Национальный состав
Согласно результатам переписи 2002 года, в национальной структуре населения русские составляли 79 %.